# Glenea timoriensis
Glenea timoriensis är en skalbaggsart som beskrevs av Jordan 1894. Glenea timoriensis ingår i släktet Glenea och familjen långhorningar. Inga underarter finns listade i Catalogue of Life.